# Мазуры (Минская область)
Мазуры́ (бел. Мазуры) — деревня в составе Фанипольского сельсовета Дзержинского района Минской области Беларуси. Деревня расположена в 17 километрах от Дзержинска, 19 километрах от Минска и 2-х километрах от железнодорожной станции Фаниполь.

## Топоним
Название деревни Мазуры происходит от названия-этнонима. Мазуры — крупная этническая группа поляков, воспринявшая в XIII—XIV веках название, по-видимому, балтийской этнической группы, проживавшей до XIII века на территории бывшей Восточной Пруссии. Понятие мазур широко представлено в лексике белорусского и польского языков, например, у Якуба Коласа: 

Они же и не обычные поляки, а [происходят] из мазуров, а мазуры по-ихнему и есть настоящие поляки
Оригинальный текст (бел.)Яны ж і не простыя палякі, а з мазураў, а мазуры па-іхняму і ёсць сапраўдныя палякі

## История
Как застенок известна с середины XVIII века, которая административно относилась к Минскому повету Минского воеводства ВКЛ. После второго раздела Речи Посполитой в 1793 году, находилось в составе Российской империи. В 1800 году насчитывалось 11 дворов, 62 жителя, деревня находилась во владении Радзивиллов.
В середине XIX века находилась в составе имения Вицковщина. Согласно инвентарю 1840 года, имение находилось в аренде у помещика И. Богдашевского. Во второй половине XIX века—начале XX века находилась в составе Самоваловичской волости Минского уезда Минской губернии. В 1897 году, по данным переписи, в застенке Мазуры-1 проживали 46 жителей, насчитывалось 5 дворов, в Мазурах-2 — 1 двор, 7 жителей. В 1917 году в застенках соответственно насчитывалось 7 дворов, 51 житель и 7 дворов, 39 жителей.
С 20 августа 1924 года в составе Гричинского сельсовета Самохваловичского района Минского округа. С 23 марта 1932 года в составе Фанипольского польского национального сельсовета, который являлся частью Дзержинского польского национального района. 31 июля 1937 года полрайон был упразднён и деревня была включена в состав Минского района. С 20 февраля 1938 года находится в составе Минской области, которая была образована после упразднения окружной системы деления Белорусской ССР. С 4 февраля 1939 года в составе восстановленного Дзержинского района. 
Во время Великой Отечественной войны с 28 июня 1941 года по 6 июля 1944 года деревня была оккупирована немецко-фашистскими захватчиками, на фронте погибли 4 жителя деревни. В послевоенное время деревня входила в состав колхоза «Октябрьская революция» (центр — д. Гричино). С 16 июля 1954 года деревня была переведена в состав Фанипольского сельсовета. В 1960 году в деревне проживали 46 жителей. В 1991 году насчитывалось 5 хозяйств, проживали 5 жителей. По состоянию на 2009 год, деревня находится в составе СПК «Октябрьская революция».
Деревня Мазуры упоминалась в американском фильме "План побега 3", вышедшем в 2019 году. По сюжету фильма, в районе деревни находился секретный ангар с техникой компании главного героя.

## Население
| Численность населения (по годам) | Численность населения (по годам) | Численность населения (по годам) | Численность населения (по годам) | Численность населения (по годам) | Численность населения (по годам) | Численность населения (по годам) | Численность населения (по годам) | Численность населения (по годам) | Численность населения (по годам) |
| 1800                             | 1897                             | 1909                             | 1917                             | 1960                             | 1991                             | 1997                             | 1999                             | 2004                             |                                  |
| -------------------------------- | -------------------------------- | -------------------------------- | -------------------------------- | -------------------------------- | -------------------------------- | -------------------------------- | -------------------------------- | -------------------------------- | -------------------------------- |
| 62                               | ↘ 53                             | ↗ 56                             | ↗ 90                             | ↘ 46                             | ↘ 5                              | ↗ 7                              | ↘ 1                              | ↗ 4                              |                                  |
| 2010                             | 2017                             | 2018                             | 2020                             | 2022                             |                                  |                                  |                                  |                                  |                                  |
| ↗ 7                              | ↗ 12                             | → 12                             | ↘ 11                             | → 11                             |                                  |                                  |                                  |                                  |                                  |